# Port lotniczy Placencia
Port lotniczy Placencia (ang. Placencia Airport) – jeden z belizeńskich portów lotniczych, zlokalizowany w miejscowości Placencia.